# 长谷川恒平
长谷川恒平（日语：／ Hasegawa Kohei，1984年11月22日—），日本男子摔跤运动员。他曾代表日本参加2010年和2014年亚洲运动会摔跤比赛，获得二枚金牌。他也曾参加2012年夏季奥林匹克运动会。